# Santa Rosa (Guyana)
Santa Rosa (Santa Rosa Mission) es una localidad en la región Barima-Guainí, en Guyana.
Esta aldea Arawak está situada a orillas del río Moruca, a 29 km de su desembocadura. La aldea es realmente una agrupación de por lo menos diez establecimientos separados en la sabana a lo largo de un radio de 25 km del Río Moruca. Santa Rosa es una de las misiones católicas más antiguas del Esequibo. Esta localidad se encuentra dentro de la Guayana Esequiba, zona reclamada por Venezuela.

## Demografía
Según censo de población 2002 contaba con 856 habitantes. La estimación 2010 refiere a 1054 habitantes.
Ocupación de la población
| Dato      | Funcionarios | Profesionales y técnicos | Clero | Comercio y Servicios | Act. agrícolas | Act. industriales | Ocup. elementales | S/D | Total |
| --------- | ------------ | ------------------------ | ----- | -------------------- | -------------- | ----------------- | ----------------- | --- | ----- |
| Población | 1            | 23                       | 3     | 30                   | 2              | 3                 | 12                | 151 | 225   |